# Лепродомм, Франсуаза
Франсуаза Лепродомм (фр. Françoise Leprod'homme, род. 11 мая 1965, Ронтон, Манш) — французская шоссейная велогонщица.

## Карьера
Франсуаза Лепродомм начала заниматься велосипедным спортом в возрасте 12 лет в Жене. Она приняла участие в трёх Женских Тур де Франс (1988, 1989 и 1993 годов), а также в «Туре ГДР» и «Туре Техаса». Франсуаза закончила свою карьеру в 2002 году и живёт в Плубере (Кот-д'Армор).

## Достижения
1987
Тур Бретани
2-я в генеральной классификации
3-й этап
1-й этап Париж — Бурж
1988
1-й и 4-й этапы Тура Аквитании
3-я на Omloop van de Vignes
1989
Морбианская трасса
3-я на Гран-при Ле Форж ен Бретань
1991
3-я на Хроно Шампенуа
1993
Дуо Норман (с Жеральдин Кеньяр)
2-я на Турне Тарн-и-Гаронна
1994
2-я на Тур д'Амор
2-я на la Route du Muscadet
1996
Дуо Норман (с Кристель Ришар)
3-я на Хроно Наций
1997
2-я на Гран-при Ле Форж ен Бретань
1998
Дуо Норман (с Александрой Ле Энафф)
1999
Дуо Норман (с Жеральдин Оливье)

### Статистика выступления наГранд-турах
| Гонка / Год          | 1988 | 1989 |
| -------------------- | ---- | ---- |
| Женский Тур де Франс | 31   | 42   |